# 桂文珍
桂 文珍（かつら ぶんちん、1948年〈昭和23年〉12月10日 - ）は、日本の落語家、タレント、司会者。出囃子は『圓馬囃子』。
兵庫県多紀郡篠山町（現：丹波篠山市）福井出身。血液型はA型。2人兄妹の長男(妹1人)。吉本興業所属。大芋小学校、東雲中学校（現：篠山東中学校）、篠山鳳鳴高校を経て、大阪産業大学卒。「桂珍幻彩」の名で高座に上がることもある。
香港を訪問した後、ラジオ番組などで「桂文珍」の漢字を広東語で読んだ「クワイマンツアン」と自己紹介していたこともある。

## 来歴

結三柏は、桂文枝一門の定紋である。

### 生い立ち
実家は農家。幼い頃はパイロットに憧れていたが、大学に入学してすぐに父が病気で倒れ、仕送りがストップし、ガソリンスタンドでの住み込みのアルバイトを余儀なくされる。
大阪産業大学入学後にうめだ花月で初めて落語を聴き、大学に落語研究会を創設する。美憂亭 さろん（ビューティーサロン）と名乗る。「上方落語学生連盟」を作って他大学の研究会と交流を持ち、大学落語研究会の全国大会にも出場した（「崇徳院」を口演）。プロの落語会にも何度も足を運び、3代目桂小文枝（後の5代目桂文枝）に惹かれる。

### 入門
1969年10月に3代目桂小文枝に入門。入門の経緯については、1993年の著書で
テレビに出演した際に共演した桂三枝（現・6代桂文枝）の勧めがあった
としていたが、戸田学の著書や小佐田定雄による2013年の聞き書きでは
MBSラジオの「ヤングゴーゴー」で三枝が担当していた日のリスナー参加コーナー「フレッシュ寄席」に出演したことがきっかけで、三枝の紹介で小文枝に会った
となっている。
当時、三枝はすでに人気を得ていたが依然として小文枝の家に住み込みだったため、自分が独り立ちできるよう弟弟子を探していたという。
当初三枝から「君は僕の次（2番弟子）やで」と言われていたが、桂きん枝（現・4代桂小文枝）が先に入門したため、3番弟子となった。1993年の著書ではきん枝の弟子入りは自分の「3日前」としているが
、戸田学の著書や小佐田定雄の聞き書きではきん枝の入門は3か月前である。
年齢はきん枝より上で、この入門時の経緯から、文珍はきん枝のことを「きん枝兄さん」ではなく「きん枝君」と呼んでいた。
高座名の「文珍」は習字の「文鎮」に由来する。それが決まった経緯について、文珍は1993年の著書で、
3代目小文枝が物を書いていた時に、風で紙が飛ばされそうになったため、近くにいた西田に「おい、押さえとけ」と言った。言われるまま紙を押さえたところ、小文枝がその様子を見て、文鎮にかけた「文珍」と命名した。
と説明していた。しかし、2013年の聞き書きにおいては、この内容を「後付け」と述べ、当初「新文枝」（しんぶんし）を小文枝から示されたが断り、次に示された「はん枝」にも「いやぁ……ちょっと」という反応を見せたところ、「『はん枝』があかんやったら『文鎮』はどや? けど金偏の『鎮』にするとちょっと重たすぎるなぁ。『珍』の字でどうや」となったのが真相であるとしている。

### 入門後
兄弟子の三枝とは異なり、きん枝も含めて近くのアパートに住む「通い弟子」となる。隣室は林家染二（現・4代目林家染丸）だった。初舞台は本人の記憶では、入門から約一年後の京都花月だったが、全く受けず「客というものは、きびしいんや」とショックを受けた。落語のことは4代目林家小染によく相談したという。若手の頃は落語だけでは食べていけず、キャバレーの司会のアルバイトを3年ほど務めていた。また、ミナミの料亭の主人に勧められた「上手に人にかわいがってもらう勉強」として幇間の練習をしたこともあった。
1971年11月に朝日放送が開催した「1080分落語会」では、「親子酒」を演じている。
1974年に、『ヤングおー!おー!』のユニット「ザ・パンダ」（月亭八方・きん枝・林家小染）に参加。
この時期は高座で「芸名桂文珍、本名瀧廉太郎でございます」と名乗ったり、郷里の篠山 をネタにするなどしていた。

### 1980年代
1981年3月、兄弟子の三枝が「創作落語の会 落語現在派宣言!」を開始するにあたり、文珍の提案によって会場は梅田のライブハウスとなった。この落語会では、はめものにシンセサイザーを用いるなどの機軸が取り入れられ、文珍も新作「ザ・フェイム」を口演した。
この時期から「ニューウェーブ落語」と称したパフォーマンスを取り入れた高座を開き、一躍新時代の落語家として注目を浴びる。
1982年より毎年8月8日を「88文珍デー」と題して独演会を開催し、演目を増やした。文珍は、吉本興業では「落語はアウェー」という意識があり、「落語の発表できる場所」としてこの催しを始めたという。1983年の回でも、途中でシンセサイザーによる音楽を流したりレーザー光線やスモークを用いた演出をおこなった。こうした試みについては後年「まだネタとしてはお客さんよりも先へ行き過ぎていた感じもあったね。鉛筆の芯が尖りすぎていた」とも述べている。文珍の独演会は古典中心に変わっていったが、文珍自身は、2代目桂枝雀と兄弟子の三枝の存在によって、自分の方向性を「新作と古典の共生」にしたとしている。
文藝評論家谷沢永一との縁から、1988年より関西大学の文学部非常勤講師を務め（2003年まで）、「文化人」としても認められるようになり、関西大学の講義録をまとめた著書がある。俳優としてはテレビドラマ『家族ジャングル』で一ノ瀬清役、『風のハルカ』で四方山一行役、『TOKYO MER〜走る緊急救命室〜』で天沼夕源役を演じている。

### 1990年代
1990年代に入るあたりからは、バラエティ番組の司会の仕事が増えていく。兄弟子の三枝と同様に軽快な司会ぶりが受け、一時期は17本のレギュラーを持つなど、落語界はおろか芸能界でも屈指の人気者となっていた。しかし、雑誌で藤山寛美と対談した際、寛美から「レギュラー17本はしんどいですな。これからはそんなんがなくなっていくから気を付けなはれ」と言われ、徐々に原点の落語に重点を移し始める。
1995年1月17日自宅で就寝中阪神・淡路大震災に被災。

### 2000年代
2004年より年に1回、3代目桂南光（米朝事務所）、笑福亭鶴瓶（松竹芸能）と所属事務所の垣根を越えて落語会『夢の三競演 三枚看板 大看板 金看板』を開催、落語会としては破格の6,000円を超える料金が話題となる。このユニットでテレビ番組の特番に出演するなど、従来の枠を超えた活動が続いている。
2005年3月、総合司会を務める報道番組『ウェークアップ!』が、『ウェークアップ!ぷらす』にリニューアルすることに伴って、文珍が降板することになったことを機に、テレビのレギュラー出演をなくし、落語家に専念し若手の育成に励むことを表明する。
2007年10月から「桂文珍独演会」25周年に合わせて全国52カ所を巡る独演会ツアー を翌年4月4日まで開催し、六人の会のメンバーの他に3代目桂春団治、3代目笑福亭仁鶴、桂三枝、桂南光らが高座に上がった。その後、NGKで10日間の独演会に今いくよ・くるよ、中田カウス・ボタン他、吉本の漫才師がゲスト出演した。以降、毎年独演会ツアーを開催中。なお、2009年からは所属一門、事務所の枠を超えた落語会「京橋精選落語会」を京橋花月でおこなった。

### 2010年代
2010年には、国立劇場大劇場で10日間の「東京独演会」を開催した。
かつて多数のレギュラーを持っていたテレビ出演については、スポットもしくはゲスト出演程度にとどめており、基本的には落語の高座を主体とした活動を続けている。

### 2020年代
2020年2月28日から3月24日にかけて、国立劇場大劇場で前期と後期10日ずつに分けて「芸歴50周年 桂文珍 国立劇場20日間独演会」を東西落語家豪華ゲストを迎えての開催が予定されていたが、スタート直前の2月25日に「新型コロナウイルス感染症の感染拡大の抑制に向けた緊急声明」が発せられ、イベント自粛が求められる中での開催となった。そのため、全20公演のうち3公演が振替・6公演が中止（うち1公演は振替後に中止決定) 。
翌年も2021年4月29日から5月1日まで国立劇場小劇場で「桂文珍 大東京独演会Vol.13」の開催が予定されていたが、新型コロナウイルス感染拡大に伴う緊急事態宣言が公演直前に発令され、全6公演が中止となった。

## 得意ネタ
新作落語、古典落語の両方演じ、古典では3代目桂米朝から多くのネタの稽古を付けられた。主な得意ネタとして、新作では自作の「老婆の休日」「ヘイ！マスター」「マニュアル時代」などハイテクを題材にしたもの、「老人と耳(「老人とミミ」とも表記される。)」など高齢化社会を題材にしたもの、古典では「愛宕山」「百年目」「胴乱の幸助」「不動坊」「天狗裁き」「地獄八景亡者戯」「はてなの茶碗」「らくだ」等。

## 人物
飛行機の操縦資格を持ち、1990年8月に自家用操縦士の技能証明、1994年4月には計器飛行証明を取得している。自身がオーナーの飛行機（ジャイロフルーク スピード・カナード SC01B-160、日本で2機存在）を操縦、公演先まで遠方飛行するなど「飛行機を飛ばす芸能人」としても全国的に有名である。2003年の能登空港開港の際に第一号到着機になった。2021年5月には多発限定変更の試験にも合格している。
一方で、爬虫類全般が大の苦手。「スター爆笑Q&A」で司会をした時、スタジオに登場したヘビやイグアナを見る度に逃げ出し、セットの上に上がろうとするなど大騒動となった。これが大ウケした為番組でも爬虫類を出す回数が増え、最終回近くにはそのシーンだけをまとめた特集も放送された。

### 交友関係
数年前から明石家さんまを落語家に復帰させようとしているが、さんまには「あんたがやりなはれ！」と言い返されている。島田紳助とは番組共演中にトラブルを起こしたため不仲であり、紳助の引退まで関係が修復されなかった。
西川のりおとは、KINCHO「どんと」のCMで一時期共演、せりふの「ちゃっぷい ちゃっぷい どんとぽっちぃ」は流行語にもなった。のりおは「自分だけ残りよって、ええかげんにせえよ!」と文珍に食って掛かっていたが、これはあくまでものりおのCM出演の契約が切れた降板であり、文珍・のりお双方がネタにしていた。
桂ざこばともテレビ番組出演中の出来事でいざこざがあったが、その後和解し、桂米團治の襲名口上や、『ちちんぷいぷい』（MBSテレビ）でも共演を果たしている。
甲斐よしひろからは「好きな落語家の一人」として挙げられており、かなり親交が深い。
大学時代のエピソードで、友人達と野球をやるために歩いていたら、学生運動をしている学生達に遭遇し「野球なんかして遊んでる場合か」と絡まれたが、文珍が「俺は野球がやりたいんじゃ!」と凄い剣幕で言い返して運動家達を唖然とさせた事がある。
2024年5月に開催の「さっぽろ落語まつり（第5回）」（テレビ北海道、北海道新聞社ほか主催、協力：オフィスまめかな）では、イベントを立ち上げた三遊亭圓楽（6代目）の死去に伴い、出演者のプロデュースを引き継いだ。

## 弟子
- 桂楽珍
- 桂珍念
- 桂文春
- 桂文五郎

## 出演作品

### テレビ番組

#### 落語
- 春一番!笑売繁盛（毎日放送、毎年1月4日） - 1989年 - 例年大トリを務め、新作落語を披露している。
- 初笑い東西寄席→新春生放送!東西笑いの殿堂（NHK総合、毎年1月3日） - 例年なんばグランド花月かNHK放送センター112スタジオにて落語を披露[注釈 3]。
- 鶴瓶・南光・文珍と
- NHK人間講座「文珍流落語への招待」（2000年[41]、NHK教育）
- 桂三枝のすべて〜六代桂文枝襲名〜（2012年7月29日、NHK BSプレミアム）

#### バラエティ
- ヤングおー!おー!（毎日放送ラジオ） - 1969年 - 1982年
- クロスワードクイズ・Theエイリアン（ABC） - 1981年
- 森田一義アワー 笑っていいとも!（フジテレビ） - 1982年10月 - 1984年9月『美少年コンテスト（→ザ･ショータイム）』レギュラー
- 文珍・頭の新体操→文珍なぞなぞランド（朝日放送） - 1986年 - 1987年
- 文珍の歴史なんなんだ!（東海テレビ）
- おもしろサンデー（よみうりテレビ） - 1982年 - 1992年
- お笑いベストテン（テレビ東京） - 1982年
- パーティー野郎ぜ!（ABC） - 1985年4月 -　9月
- スター爆笑Q&A（よみうりテレビ） - 1986年 - 1992年
- 独占スタージャック!（テレビ東京） - 1982年 - 1983年
- びっくり世界一（テレビ東京） - 1983年 - 1984年
- イカにもスミにも（毎日放送） - 1987年 - 1991年
- MBS開局40周年記念特別番組「関西21世紀作戦 〜文珍のぐるぐるトーク〜」 -1990年9月
- 遊々!文珍クラブ（ABC）
- 文珍のシネマ倶楽部 解説担当（KBS京都）
- 目玉とメガネ（よみうりテレビ）- 1994年 - 1996年
- 思い出のメロディー（NHK総合・ラジオ第1、第26回司会）
- 課外授業 ようこそ先輩（NHK総合 - 2001年1月7日）
- 世界ふれあい街歩き（NHK総合）不定期（ナレーション）
- 演芸図鑑（NHK総合）2010年より年に約3ヶ月担当（ナビゲーター）

### 報道・情報番組
| 期間          | 期間          | 番組名                               | 役職                     |
| ------------- | ------------- | ------------------------------------ | ------------------------ |
| 1984年10月    | 1985年9月     | 流行事情（TBS）                      | 司会                     |
| 1989年4月2日  | 1989年9月24日 | 週刊文珍（日本テレビ）               | 司会                     |
| 1989年4月     | 1995年3月     | はなきんデータランド（テレビ朝日）   | レギュラー司会           |
| 1989年10月1日 | 1991年3月31日 | 中村敦夫のザ・サンデー（日本テレビ） | コメンテーター           |
| 1991年4月6日  | 2005年3月26日 | ウェークアップ!（読売テレビ）        | 司会                     |
| 1992年10月    | 1993年9月     | レインボー（毎日放送）               | 水曜日レギュラー出演     |
| 2005年4月     | 2014年3月     | みのもんたの朝ズバッ!（TBS）         | 隔週木曜日コメンテーター |
| 2006年4月     | 2007年10月    | もっともっと関西（NHK大阪放送局）    | 木曜日コメンテーター     |
| 2010年1月29日 | 2010年1月29日 | かごしま24（南日本放送）             | VTR出演                  |

#### クイズ
- クロスワードクイズ・Theエイリアン（ABC） - 1981年2月 - 5月
- クイズMr.ロンリー（毎日放送） - 1982年 - 1987年
- かんさい特集「関西鉄道すごろくクイズ」（NHK大阪、2010年11月5日）総合司会
- おもしろクイズBOX（日本テレビ） - 1983年 - 1985年
- ザ・ビッグチャンス（朝日放送） - 1984年 - 1986年
- 文珍・頭の新体操（ABC） - 1984年10月 - 1985年9月
- わかるかな? ワールドジェスチャー（TBS） - 1984年
- クイズ地球まるかじり→文珍・ゆきえの地球まるかじり→食キングクイズ地球まるかじり（テレビ東京） - 1984年 - 1994年
- SHARPワールドクイズ・カンカンガク学（日本テレビ）1984年4月6日 - 1985年6月28日
- クイズ!!データマッチ（テレビ朝日） - 1986年 - 1987年
- 文珍なぞなぞランド（ABC） - 1986年 - 1987年
- クイズ日本人の質問→新・クイズ日本人の質問（ものしり博士・黄色）（NHK総合） - 1993年 - 2003年

#### テレビドラマ
- 瑠璃色ゼネレーション 井原政彦役（日本テレビ） - 1984年9月 - 10月
- 日生ファミリースペシャル 赤川次郎ののぶ子マイウェイ（フジテレビ） - 1985年6月13日
- 家族ジャングル　一ノ瀬清役（日本テレビ） - 1985年7月 - 9月
- 裸の大将 第70話「清のデカンショ節 丹波篠山編」（関西テレビ） - 1994年10月9日
- 風のハルカ（2005年、連続テレビ小説）四方山一行 役（NHK総合） - 2005年10月3日 - 2006年4月1日[42]
- ちりとてちん（2007年、連続テレビ小説）-落語番組司会者　役（NHK総合） - 2007年10月1日 - 2008年3月29日　出演は第84回。
- 居酒屋もへじ（TBS） - 米本三郎（じっちゃん） 役 - 2011年9月25日[43]
  - 居酒屋もへじ2〜あなたとわたし〜（TBS） - 2013年8月5日[44]
  - 居酒屋もへじ3〜嵐の恋〜（TBS）- 2014年8月4日[45]
  - 居酒屋もへじ4〜恋という字〜（TBS）- 2015年6月8日[46]
  - 居酒屋もへじ5〜母という字〜（TBS） - 2016年6月27日[47]
- 桜ほうさら（NHK総合） - 古橋 宗左右衛門 役 - 2014年1月1日　NHK正月時代劇[48]
- 煙霞 〜Gold Rush〜（WOWOW） - 酒井 役 - 2015年7月18日 - 8月8日 連続ドラマW[49]
- あさが来た（連続テレビ小説） - 屋台うどん屋店主 役（NHK総合） - 2015年9月28日 - 2016年4月2日[50] 役名は2015年12月2日第57話より[注釈 4]
- 日曜劇場 TOKYO MER〜走る緊急救命室〜（TBS） - 天沼 夕源役 - 2021年8月1日 - 9月12日[52][53]

#### テレビアニメ
- おじゃる丸（NHK教育） - 雪だるま 役

### 映画
- パンツの穴 花柄畑でインプット（1985年4月13日） 東映[54]
- ゴルフ夜明け前（1987年） 東宝[55]
- 夢見通りの人々（1989年） 松竹[56]
- 決算! 忠臣蔵（2019年冬、松竹）
- あしやのきゅうしょく（2022年3月4日公開、アークエンタテインメント） - 米原校長 役

### ラジオ
- お昼です!ABC 文珍の一本勝負→お昼です!ABC エキスタ一本勝負（ABCラジオ）
- 〜土曜おはようワイド〜文珍のおもしろラジオ（ABCラジオ）[3]
- 文珍・小佐田 夜のひだまり（ABCラジオ）
- 日本列島ズバリリクエスト （近畿放送、現：京都放送） [3][注釈 5]
- ハイヤングKYOTO（KBS京都）[3]
- フリーキャンパスKYOTO（KBS京都）
- MBSヤングタウン（MBSラジオ）
- MBSミュージックマガジン（MBSラジオ、1979年10月 - 1980年3月）
- 真夜中の文珍（MBSラジオ）[3]
- 桂文珍のミュージックgang（MBSラジオ）
- 文珍のアクセス塾（MBSラジオ）
- 青春最前線 ドキドキラガジン（ラジオ大阪）
- JAM JAM 11（ラジオ大阪）[3]
- 文珍のHitbitタッチ（TBSラジオ）
- 桂文珍の美女対談（ニッポン放送）
- もてもてスクランブルBEGIN the OJIN（ニッポン放送）
- 文珍のJOY JOY LIFE（FM大阪）

### ゲーム
- さんまの名探偵（1987年）

### CM
- テレビ大阪 開局告知（1980年） - テレビ大阪開局の半年前、過去にテレビ東京とネットワーク関係にあった毎日放送で放送。UHFアンテナの設置を促す内容であった。
- ハイクラウンゴールド（1982年、森永製菓）[57]
- パソコンMZシリーズ（1980年代前半[いつ?]、シャープ）
- 調整豆乳（1980年代前半[いつ?]、マルサンアイ）
- 金鳥どんと、金鳥おふろどんと（1980年代中盤[いつ?]、大日本除虫菊）
- できごころ(1985年、 日本軽金属)
- 日本食鳥協会（1986年）
- ゼリアス（1988年、ゼリア新薬工業）
- 大阪ガス
- 日本生命
- くるくるメカ（コクヨ） - 横山やすしの後任[58]
- 一正蒲鉾
- コーセー
- 新パンシロン（新パンシロンの袋1本ずつ取るシーン）（ロート製薬）
- 日本ポラロイド
- ルック（ライオン）

## 受賞ならびに受章
- 上方お笑い大賞（1981年、第10回・金賞）
- 上方お笑い大賞（1983年、第12回・大賞）
- 咲くやこの花賞（1983年、大衆芸能部門【落語】）
- 花王名人大賞（1983年、第3回・最優秀新人賞）
- 花王名人大賞（1984年、第4回・最優秀名人賞）
- 花王名人大賞（1985年、第5回・名人賞）
- 日本放送演芸大賞（1984年、第12回・奨励賞）
- 芸術選奨文部科学大臣賞（2009年）
- 紫綬褒章【落語】（2010年）[59]
- 大阪市市民表彰（2014年、第49回・文化功労部門。関西大学名誉教授の浦西和彦と共同で授かる[60]。

## 出版物

### CD・DVD
主なCD
- 桂文珍 1?20（1998年-2008年、全20巻、ソニー・ミュージック・エンタテインメント）
  - 朝日名人会で録音した巻のみ『「朝日名人会」ライヴシリーズ』と書かれている。
  - 以下のボックス・セットも発売された。
    - 桂文珍 落語全集（10枚組、2007年）
    - 精選落語 桂文珍（4枚組、2007年）
    - 精選落語 桂文珍II（4枚組、2008年）

主なDVD
- 桂文珍 10夜連続独演会 第1夜?第10夜 （2008年、全10巻）
  - 10枚組のボックス・セットも同時発売された。
- 桂文珍 大東京独演会 一日目?十日目 （2010年、全10巻）
  - 10枚組のボックス・セットも同時発売された。
- 桂三枝落語現在派宣言（2000年1月）
  - (1) 桂文珍「スペース・ウォーズ」、(2) 桂三枝「新世界」[61]

### 書籍と雑誌

#### 著書
ゲームブック
- 三原治 著、スタジオハード 編『さんまの名探偵　桂文珍殺人事件』双葉文庫/冒険ゲームブックシリーズ、1987年。

関西大学の講義録
- 桂文珍『落語的学問のすすめ』潮出版社、1989年。ISBN 4267012032。

『落語的学問のすすめ』新潮社<新潮文庫>、1993年『新落語的学問のすすめ』改題
講談社+α文庫 『落語的学問のすゝめ』講談社、2006年7月。ISBN 4062810379。『落語的学問のすすめ』 (新潮社、1993年) の増訂
- 『落語的学問のすすめ  part 2』潮出版社、1990年12月。ISBN 4267012512。

新潮文庫 『落語的学問のすすめ  part 2』新潮社、1993年9月。ISBN 4101189129。
講談社+α文庫 『文珍の学問のすゝめ』講談社、2006年9月。ISBN 4062810484。 『落語的学問のすすめ part2』 (潮出版1989年刊) の増訂
その他
- 『日本の大学 : この国の若者は、こんなんでっせ!』PHP研究所、1990年9月。ISBN 456952849X。

PHP文庫 『日本の大学 : この国の若者は、こんなんでっせ!』PHP研究所、1992年。ISBN 4569564658。
- 『新落語的学問のすすめ』潮出版社、1990年。ISBN 4267015503。

新潮文庫 『落語的笑いのすすめ』新潮社、2006年3月。ISBN 4101189137。 『新落語的学問のすすめ』（潮出版1990年刊）の改題
- 『浪花友あれ : 対談集』毎日新聞社、1990年12月。ISBN 4620307688。
- 『日本のサラリーマン : 幸せな明日は、こんなんでっせ!』PHP研究所、1991年。ISBN 456953502X。

PHP文庫『日本のサラリーマン : 幸せな明日は、こんなんでっせ!』PHP研究所、1993年11月。ISBN 4569565921。
- 『科学する十二の扉 : 対談集』潮出版社、1992年。ISBN 4267012229。
- 『文珍の日本史人物高座 : 笑てるうちに歴史がわかる』PHP研究所、1992年12月。ISBN 4569538088。

PHP文庫『文珍の日本史人物高座 : フムフムなるほど人間がわかる』PHP研究所、1994年。ISBN 4569566782。『文珍の日本史人物高座』 (1992年刊) の改題
- 『世界万華鏡はいかが?』潮出版社、1993年6月。ISBN 4267013152。
- 桂文珍 [述]、日本放送協会『文珍流・落語への招待』日本放送出版協会、2000年1月。ISBN 4141890294。 2000年1月-3月期の「人間講座」テキスト（木曜日放送）

『文珍流・落語への招待』日本放送出版協会〈NHKライブラリー 122〉、2000年10月。ISBN 4140841222。
- 『文珍でえっせー』潮出版社、2000年10月。ISBN 4267015597。

PHP文庫 『窓際のウィンドウズ』PHP研究所、2003年1月。ISBN 4569578683。
- 『痛快!歴史人物 : 彼らは天使か、悪魔か』PHP研究所、2001年5月。ISBN 4569614906。

PHP文庫 『文珍の歴史人物おもしろ噺 : ご教訓付』PHP研究所、2006年12月。ISBN 4569667082。 「痛快!歴史人物」 (2001年刊) の増訂
- 『落語的ニッポンのすすめ』新潮社、2007年9月。ISBN 9784103053712。

#### 共著
- 「落語家-ほら、親指のかたちが石川県なんですわ。」西田敏行、ジュディ・オング、川勝平太、桂文珍『魅せられて石川県 : 西田敏行さんたち8人が語る』徳田八十吉, 松井昌雄, 永井豪, 竹村節子、ベストセラーズ、2007年3月。ISBN 978-4-584-18981-8。
- 「落語はコミュニケーション中心にできている」小佐田定雄 編『青春の上方落語』桂福團治, 笑福亭仁鶴、NHK出版、2013年12月。ISBN 9784140884225。 〈NHK出版新書 422〉

#### 雑誌記事
- 野末陳平「野末陳平のおカネ対談 (70) 夢はマンション・オーナー 落語家 桂文珍」『週刊文春』第27巻16 (1334)、文芸春秋、1985年4月、134-138頁。
- 「もう一つの秘めた東北人気質」（江森陽弘、ジェイアール東日本企画JR局企画部 編『「超」東北の発見 : あなたのニッポン観が変わる』ジェイアール東日本企画JR局〈非売品〉、1995年。）
- 桂文珍「桂文珍　(落語家) 笑いで救われ癒される時代」『Voice』第291巻、2002年3月、76-80頁、ISSN 03873552。
- 桂文珍「私の写真館?アルバムの中に (157) 落語家 桂文珍」『正論』第432巻、産経新聞社、2008年3月、17-23頁。
- 桂文珍、鈴木亮「編集長インタビュー 桂文珍 落語家 株は今 買いでしょう」『日経マネー』第316巻、2009年3月、90-92頁、ISSN 09119361。
- 林真理子、桂文珍「マリコのゲストコレクション (504) 桂文珍 落語家」『週刊朝日』第115巻7 (4993)、2010年2月19日、54-58頁。